# Comuna Dospat, Smolean
Dospat (în bulgară Доспат) este o comună în regiunea Smolean din Bulgaria. Cuprinde un număr de 8 localități.  Reședința sa este orașul Dospat. Localități componente:

## Demografie
Componența etnică a comunei Dospat
     Nicio identificare (46,53%)
     Bulgari (49,02%)
     Altele (4,44%)
La recensământul din 2011, populația comunei Dospat era de 9.116 locuitori. Nu există o etnie majoritară, locuitorii fiind  și bulgari (49,02%). Pentru 46,53% din locuitori nu este cunoscută apartenența etnică.